# Park Hee-soon
Park Hee-soon, född 13 februari 1970 är en sydkoreansk skådespelare. Han blev aktiv inom film från och med 2002 och vann flera utmärkelser för bästa biroll för sin skildring i Seven Days (2007).

## Filmografi

### Film
| År   | Titel                             | Roll               | Anmärkningar |
| ---- | --------------------------------- | ------------------ | ------------ |
| 2002 | Three                             | Hyun-joos make     |              |
| 2004 | A Family                          | Chang-won          |              |
| 2005 | Antarctic Journal                 | Lee Young-min      |              |
| 2007 | Seven Days                        | Kim Seong-yeol     |              |
| 2007 | Hansel and Gretel                 | Deacon Byun        |              |
| 2008 | BABO                              | Sang-soo           |              |
| 2009 | The Scam                          | Hwang Jong-goo     |              |
| 2009 | Why Did You Come to My House?     | Kim Byeong-hee     |              |
| 2009 | A Million                         | Jang Min-cheol     |              |
| 2010 | A Barefoot Dream                  | Kim Won-gwang      |              |
| 2012 | Gabi                              | Gojong av Korea    |              |
| 2012 | The Scent                         | Kang Seon-woo      |              |
| 2013 | The Suspect                       | Min Se-hoon        |              |
| 2016 | The Age of Shadows                | Kim Jang-ok        |              |
| 2017 | V.I.P.                            | Ri Dae-bum         |              |
| 2017 | The Fortress                      | Lee Shi-baek       |              |
| 2017 | 1987: When the Day Comes          | Jo Ban-jang        |              |
| 2018 | Snatch Up                         | Detektiv Choi      |              |
| 2018 | The Witch: Part 1. The Subversion | Mr. Choi           |              |
| 2018 | Monstrum                          | Jungjong av Joseon |              |
| 2019 | The Battle: Roar to Victory       | Fångad soldat      |              |

### TV
| År   | Titel                | Roll         | Anmärkningar |
| ---- | -------------------- | ------------ | ------------ |
| 2013 | All About My Romance | Song Joon-ha |              |
| 2015 | The Missing          | Oh Dae-yeong |              |
| 2019 | Beautiful World      | Park Moo-jin |              |
| 2021 | My Name              | Choi Moo-jin |              |